# Lenny Stackell

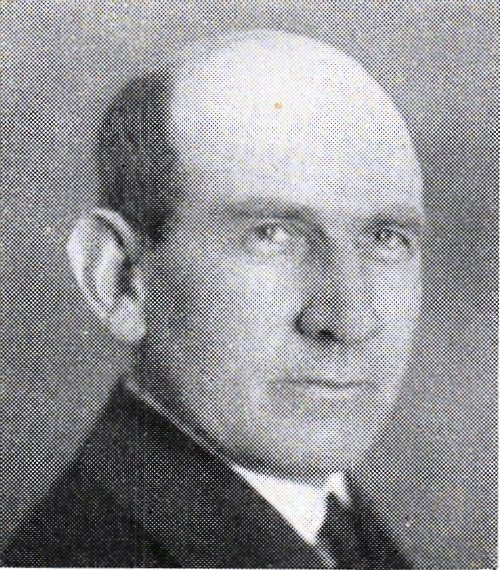
Lenny Stackell.

Lenny Stackell, född 26 april 1875 i Svartviks församling, Västernorrlands län, död 30 april 1957, var en svensk sjöofficer. Han var far till Cyril Stackell.
Stackell, som var son till förvaltaren på Svartviks sågverk, var elev vid läroverket i Sundsvall 1886–1888, förberedande Sjökrigsskolan 1888–90, Kungliga Sjökrigsskolan 1890–1899, avlade sjöofficersexamen 1899, genomgick Signalskolans befälskurs 1901 och allmänna kursen vid Sjökrigshögskolan 1904–1906. Han blev underlöjtnant vid Kungliga Flottan 1899, löjtnant 1906, kapten 1907, kommendörkapten av andra graden i marinen 1919 samt erhöll avsked och överfördes i reserven 1930. Han var medlem av Publicistklubben från 1935. Han var tjänsteofficer i Marinförvaltningens artilleriavdelning 1920–30, förordnad att som Kungliga Marinförvaltningens representant följa bärgningsarbetet vid Riksäpplet, Dalarö, 1921–1922, kommenderad att deltaga i utredningen om Flottans troféer i Riddarholmskyrkan 1922 och medlem av Marinmuseinämnden. 
Stackell är begravd på Galärvarvskyrkogården i Stockholm.